# Чинлоун
Чинлоун (на бирмански: ခြင်းလုံး) е традиционен спорт от Бирма. Чинлоун е комбинация от спорт и танц, отборен спорт без противников отбор. Идеята на Чинлоун не е състезанието, обаче е също толкова сложно колкото съревнователните игри с топка. Не е важно кой побеждава или губи, а колко красиво се играе.

## Общо
Отбор от шест играчи си подават топката с крака и колена, докато се въртят в кръг. Един играч играе соло в средата, създавайки танц от различни едно е друго вписващи се движения.
Топката е изтъкана от ратан и издава един специален „Клик“ звук, когато бъде ритната, което е и част от естетиката на играта. Играчите имат право да докоснат топката с шест части: горна част, вътрешната и външната част на стъпалото, подметката на крака, както и петата и коляното. Играе се бос или с Чинлоун обувки, които дават на играчите най-доброто усещане за пода и топката. Обикновено кръга за игра има диаметър от 6,7 метра. Идеалната настилка се състои от изсушен, пресован пясък, може да се играе обаче на почти всяка настилка.

## История и традиция
Чинлоун е от преди 1500 години и се е играл в кралския двор на Бирма. През вековете играчите са измислили над 200 различни начини за игра. Много от движенията са подобни на тези от бирманските танци и бойни изкуства. Някои от най-трудните трикове се правят зад гърба без да се гледа. Формата е най-важна при Чинлоун. Така например са зададени правилната стойка на ръцете, тялото и главата. Само когато формата на един трик е спазена, той се оценява добре.
В Бирма Будизъма е преобладаващ и Чинлоун игри са неизменна част на много годишни будистки мероприятия. На най-големия празник от този вид играят до хиляда отбора в продължение на повече от един месец. Един говорител съобщава имената на триковете и забавлява публиката с остроумна игра на думи. Музика на живо на традиционния оркестър вдъхновява играчите и оформя стила и ритъма на играта. Игрчите играят в такт с музиката, а музикантите подчертават триковете.
Чинлоун играят както мъже така и жени, често дори в същите отбори. Също така могат възрастни и деца да играят в един отбор и не е рядкост да се видят и 80-годишни играчи.
Към отборната игра (наречена wein kat“ или Кръгов удар) има и индивидуален вариант наречен „tapandaing“, който се играе само от жени.
За да се играе добре Чинлоун, трябва целият тим да внимава винаги, когато някой се разсее топката пада на земята. Всички сериозни играчи изживяват една интензивна концентрация, подобна на Зен медитацията „jhana“.

## Сродни варианти на игра
Чинлоун спада към фамилията на футболните игри, които се играят в цял свят. Сроден е с подобни игри от Южнаазия: Sepak Takraw“ в Тайланд, „sepak raga“ в Малайзия, Сингапур и Индонезия, „sipa“ на Филипини, „kator“ in Лаос und „da cau“ in Виетнам.
Една игра със състезателен характер, при която топката се играе над една мрежа, бива разработена 1940 година в Малайзия. Корените на Чинлоун могат да стигнат чак до старата китайска игра „cuju“ или „tsu chu“, която е призната от ФИФА за най-старата форма на футбол. Подобна игра се играе и в Япония, където е позната по името „kemari“. Footbag има корени във всички тези игри.

## Интернет адреси
- Страницата на един филм посветен на Чинлоун[неработеща препратка]
- Фото есе за Чинлоун в Mandalay Архив на оригинала от 2009-01-26 в Wayback Machine.